# Panikos Chadziloizu
Panikos Chadziloizu (gr. Πανίκος Χατζηλοϊζου, ur. 30 września 1959) – cypryjski piłkarz występujący na pozycji pomocnika. Przez większość kariery związany z Arisem Limassol. W swojej karierze grał także w AEK-u i Apollonie Limassol. Były siedmiokrotny reprezentant Cypru.

## Osiągnięcia

### Klubowe
Apollon Limassol
- Mistrzostwo Cypru: 1993/1994

### Indywidualne
- Król strzelców Protathlima A’ Kategorias: 1982/1983 (17 goli)[4][5]